# 箱崎九大前駅
箱崎九大前駅（はこざききゅうだいまええき）は、福岡県福岡市東区箱崎三丁目にある福岡市交通局（福岡市地下鉄）箱崎線の駅。駅番号はH06。
駅のシンボルマークは福岡市出身のグラフィックデザイナー、西島伊三雄がデザインしたもので、駅周辺の千代の松原で、枝を九大に因んだ「九」の字に見立てている。
貝塚駅が管理し、JR西日本中国メンテック福岡支店が駅業務を受託する業務委託駅である。
本駅は廃止された路面電車の西日本鉄道（西鉄）福岡市内線（正式には宮地岳線）の箱崎松原駅（停留場）の直下に位置する。当項目では、箱崎松原駅（停留場）についても記述する。

## 歴史
- 1983年（昭和58年）9月12日：駅名決定。仮称は「九大西門駅」であったが、九州大学の「西門」は駅から北へ約550m離れた文系地区にある門であり駅直近の門ではないこと（「松原門」が正しい）、また、旧電停の名称である「箱崎松原」[3]も松原が消滅した現在にはそぐわないことから、検討の結果「九大前」バス停からかなり離れていることもあって「箱崎九大前」とした。
- 1986年（昭和61年）
  - 1月31日：福岡市地下鉄2号線の馬出九大病院前駅 - 当駅間の延伸開業に伴い、終着駅として開設[1]。
  - 11月12日：福岡市地下鉄2号線の当駅 - 貝塚駅間の延伸開業に伴い、途中駅となる[1]。
- 1993年（平成5年）3月3日：福岡市地下鉄2号線に箱崎線の愛称が付く。
- 2004年（平成16年）7月1日：業務委託駅となる[4]。

## 駅構造
地下2階に島式ホーム1面2線を持つ地下駅である。
| 地階    | 出入口                       | 出入口                                     |
| 地下1階 | コンコース階                 | コンコース、案内所、自動券売機、自動改札口 |
| 地下1階 | コンコース階                 | トイレ（改札内）                           |
| 地下2階 | 1番ホーム                    | ■箱崎線 貝塚方面（貝塚駅）→                |
| 地下2階 | 島式ホーム、右側のドアが開く |                                            |
| 地下2階 | 2番ホーム                    | ←■箱崎線 中洲川端・姪浜方面（箱崎宮前駅）  |

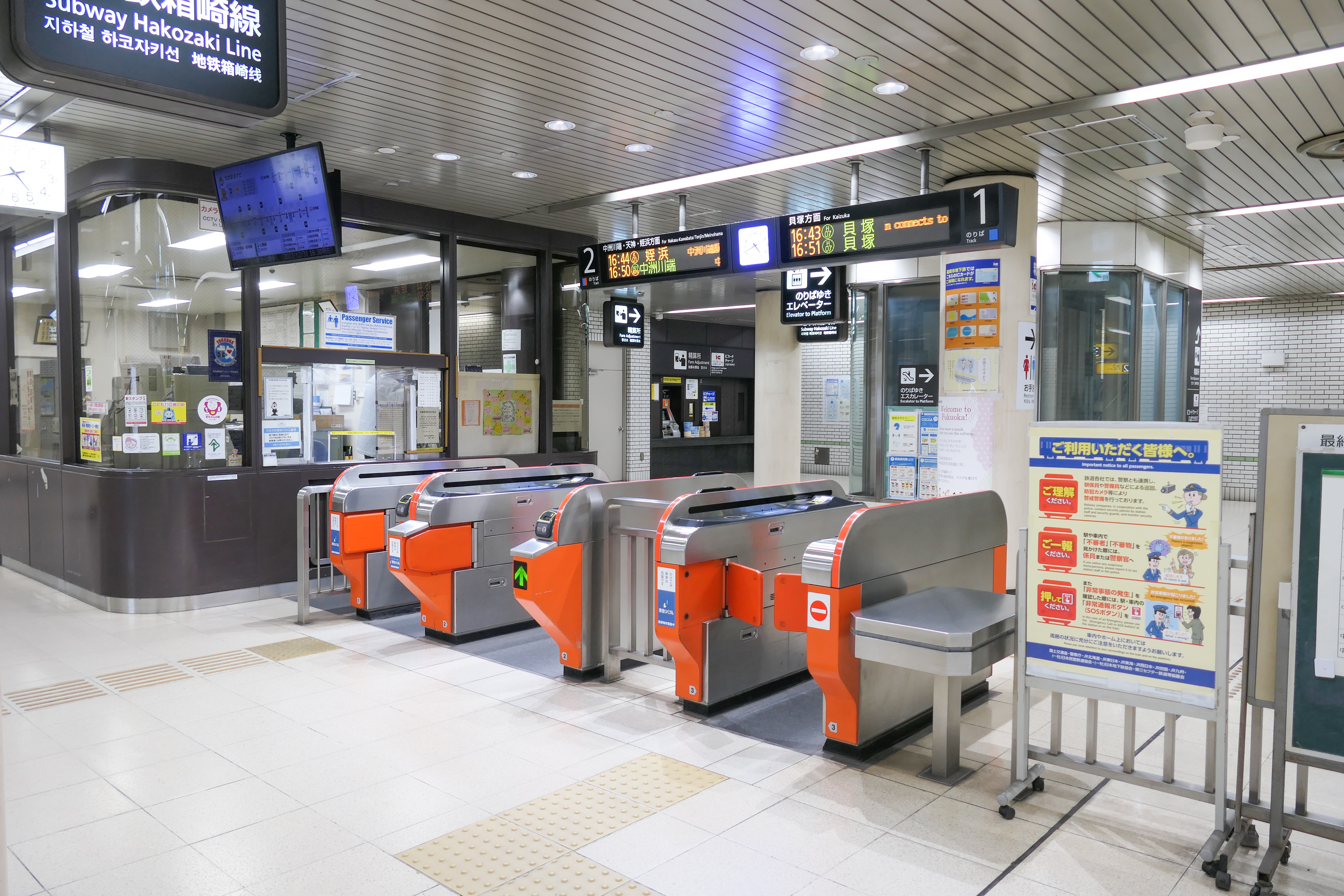
改札口（2022年12月）
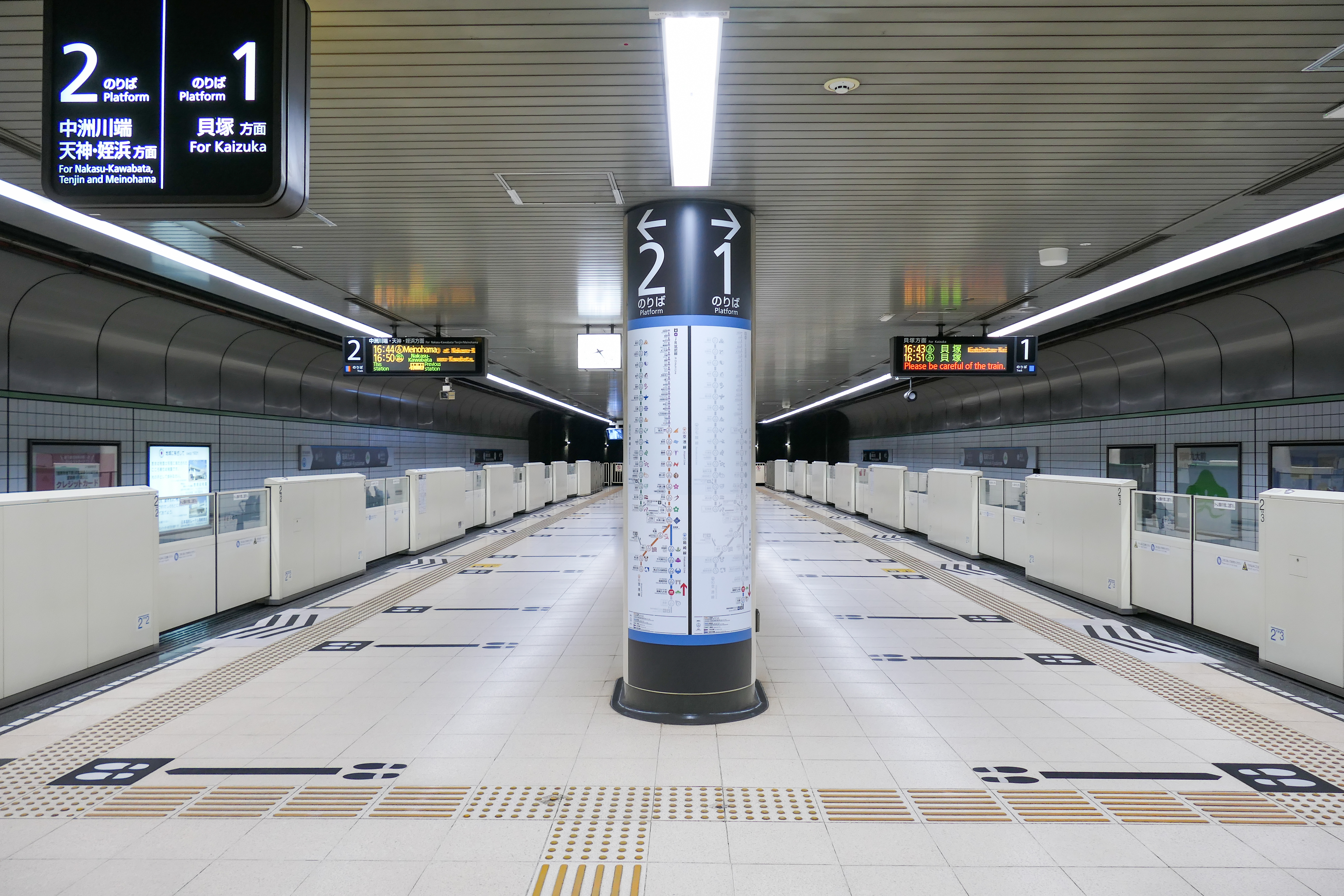
ホーム（2022年12月）

## 利用状況
2023年度の1日平均乗車人員は2,736人である。箱崎線の駅では最も利用客が少ない。九州大学の大半の施設が伊都キャンパスに移転した2018年度以降は利用客が激減している。
近年の1日平均乗車人員の推移は下表のとおりである。
| 年度               | 1日平均 乗車人員 |
| ------------------ | ---------------- |
| 2001年（平成13年） | 3,159            |
| 2002年（平成14年） | 3,230            |
| 2003年（平成15年） | 3,222            |
| 2004年（平成16年） | 3,146            |
| 2005年（平成17年） | 3,195            |
| 2006年（平成18年） | 3,213            |
| 2007年（平成19年） | 3,165            |
| 2008年（平成20年） | 3,273            |
| 2009年（平成21年） | 3,407            |
| 2010年（平成22年） | 3,504            |
| 2011年（平成23年） | 3,629            |
| 2012年（平成24年） | 3,742            |
| 2013年（平成25年） | 3,820            |
| 2014年（平成26年） | 3,664            |
| 2015年（平成27年） | 3,653            |
| 2016年（平成28年） | 3,513            |
| 2017年（平成29年） | 3,601            |
| 2018年（平成30年） | 3,218            |
| 2019年（令和元年） | 2,941            |
| 2020年（令和02年） | 2,138            |
| 2021年（令和03年） | 2,221            |
| 2022年（令和04年） | 2,454            |
| 2023年（令和05年） | 2,736            |

## 駅周辺
駅直上にあったフィットネスクラブが閉店したあとも建物はそのまま残されていたが、後に解体され跡地に分譲マンション「サンリヤン箱崎九大前ステーションレジデンス」が2017年に竣工した。
- 九州大学（箱崎キャンパス） - 2018年秋に総合研究博物館などを残し大半は伊都キャンパスへ移転した。2020年代以降に跡地で大規模再開発が行われる予定。
- 恵泉幼稚園
- 松原保育園
- 箱崎松原郵便局
- 都市高速箱崎出入口
- 米一丸の塔
- 箱崎駅 - JR九州鹿児島本線
- 史跡元寇防塁(筥松)
- 福岡建設専門学校
- 汐井公園

## 西鉄宮地岳線箱崎松原駅
相対式のホームを持つ2面2線の停留場で、駅舎は無かった。西鉄福岡市内線全廃（1979年（昭和54年）2月10日）に伴い、廃駅となった。

## 隣の駅
福岡市交通局
 箱崎線
箱崎宮前駅 (H05) - 箱崎九大前駅 (H06) - 貝塚駅 (H07)

### かつて存在した路線
西日本鉄道
宮地岳線（福岡市内線編入前）
箱崎宮前駅 - 箱崎松原駅 - 西鉄多々良駅（貝塚駅）
宮地岳線（福岡市内線貝塚線）
網屋立筋 - 箱崎松原駅 - 九大中門